# Jefferson Airplane Takes Off
Jefferson Airplane Takes Off je debutové album sanfranciské rockové kapely Jefferson Airplane, které bylo vydáno 15. srpna 1966.

## Seznam skladeb
- Všechny hlavní vokály Marty Balin, pokud není uvedeno jinak.

| Strana 1 | Strana 1                           | Strana 1                 | Strana 1 |
| Pořadí   | Název                              | Autor                    | Délka    |
| -------- | ---------------------------------- | ------------------------ | -------- |
| 1.       | Blues from an Airplane             | Marty Balin, Skip Spence | 2:10     |
| 2.       | Let Me In (hlavní vokály: Kantner) | Balin, Paul Kantner      | 2:55     |
| 3.       | Bringing Me Down                   | Balin, Kantner           | 2:22     |
| 4.       | It's No Secret                     | Balin                    | 2:37     |
| 5.       | Tobacco Road                       | Clay Warnick             | 3:26     |

| Strana 2 | Strana 2                                                     | Strana 2              | Strana 2 |
| Pořadí   | Název                                                        | Autor                 | Délka    |
| -------- | ------------------------------------------------------------ | --------------------- | -------- |
| 1.       | Come Up the Years                                            | Balin, Kantner        | 2:30     |
| 2.       | Run Around (hlavní vokály: Kantner)                          | Balin, Kantner        | 2:35     |
| 3.       | Let's Get Together (hlavní vokály: Kantner, Anderson, Balin) | Chester Powers        | 3:32     |
| 4.       | Don't Slip Away                                              | Balin, Spence         | 2:31     |
| 5.       | Chauffeur Blues (hlavní vokály: Anderson)                    | Lester Melrose        | 2:25     |
| 6.       | And I Like It                                                | Balin, Jorma Kaukonen | 3:16     |

## Obsazení
- Marty Balin – zpěv, rytmická kytara
- Signe Toly Anderson – zpěv, perkuse
- Jorma Kaukonen – sólová kytara
- Paul Kantner – rytmická kytara, zpěv
- Jack Casady – baskytara
- Skip Spence – bicí (s výjimkou „Go to Her“, alternativní verze „And I Like It“ a alternativní verze „Chauffeur Blues“)
- Spencer Dryden – bicí v „Go to Her“, alternativní verzi „And I Like It“ a alternativní verzi „Chauffeur Blues“